# Cerci

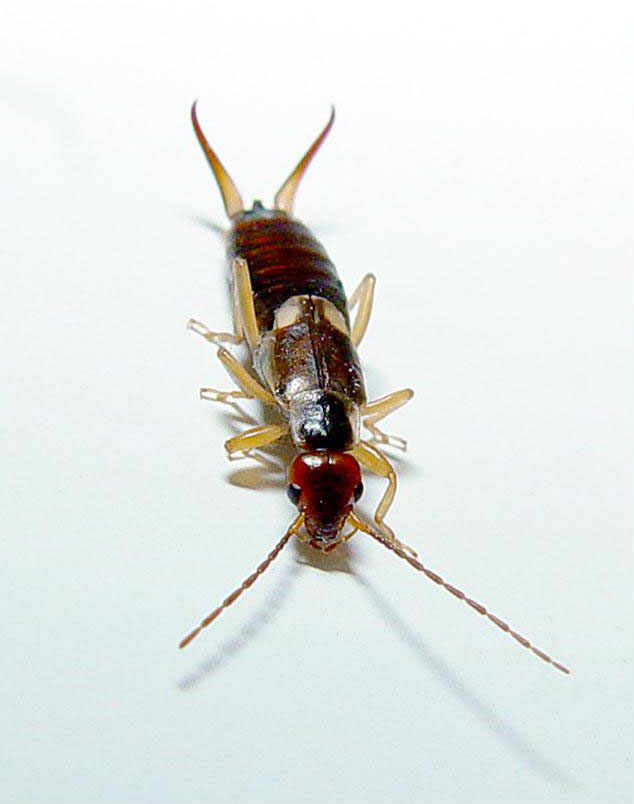
Urechelniță comună

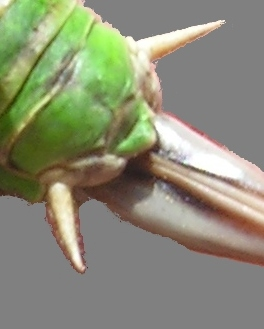
Cerci de greier

Cerci (singular cercus) sunt o pereche de formații filamentoase terminale prezente la unele artropode, în special la insecte, dar nu și la arahnide și crustacee. Termenul provine din limba franceză cerque. . Adeasea au rol senzorial, dar pot fi folosiți ca arme de apărare sau în atac pentru a imobiliza prada, sau ca ajutor în copulare, sau pot fi structuri vestigiale fără rol funcțional. Labia minor își folosește cerci pentru a-și pregăti aripile pentru zbor. 
Pot apărea ca fiind segmentați sau păroși sau alte forme diferite. Urechelnițele au o pereche de cerci largi sub formă de clește, mai încovoiați la masculi decăt la femele. Greieri au cerci foarte lungi, iar alte insecte au cerci foarte mici pentru a fi usor observabili. Anumite insecte precum cele din ordinul Ephemeroptera au un al treilea filament acompaniant care se extinde din vârful abdomenului. Afidele au o pereche de tuburi (cornicule sau sifuncule) care secretă lichid defensiv, care sunt numiți în mod greșit cerci.
Precum alte părți ale corpului la insecte (mandubile sau antene), cerci se crede că au evoluat din picioare ale unor forme primitive, precum ale unei centipede sau al unei omide.